# Rio Florişoru
O Rio Florişoru é um rio da Romênia, afluente do Vedea, localizado no distrito de Olt.